# Emigrate
Emigrate es una banda de rock liderada por Richard Kruspe, guitarrista y cofundador de Rammstein. Comenzó este proyecto en 2001, cuando se instaló en Nueva York y se concretó con el descanso que se tomó Rammstein desde finales de 2005.

## Historia
Los miembros de la banda son el propio Kruspe a la guitarra y voz, Joe Letz (de Combichrist) a la batería; y Arnaud Giroux (de Axel Bauer) al bajo y los coros. Tal y como se puede ver en su primer videoclip "My world", la formación es diferente a la anunciada anteriormente en medios oficiales y no oficiales.

### Emigrate (2006-2007)
El 5 de septiembre de 2006, la web oficial de Rammstein (Rammstein.de) envió un correo a sus miembros invitándoles a descargarse la canción «Wake up», un avance del primer disco. Además se publicaron cuatro previas en la página web oficial de Emigrate: «My World», «Babe», «Temptation» y «New York City», que luego estarían disponibles las versiones completas para descarga (con excepción de Temptation). Recientemente en el programa de radio de Bruce Dickinson fue posible escuchar 2 nuevas canciones: «Let me Break» y «Emigrate». Los fanes eligieron «Babe» como su favorita, y quienes estaban suscritos pudieron descargársela el 29 de noviembre de 2006. Durante la primera mitad del año 2007 se lanzaron nuevos fragmentos y hasta temas completos como adelanto del primer álbum, que finalmente saldría a la venta el 31 de agosto del mismo año, a su vez lanzando un videoclip y un sencillo en forma promocional. A la fecha se han lanzado dos sencillos llamados «New York City» y «Temptation». Este segundo sencillo trae dos nuevas canciones llamadas «Face Down» y «I have a dream». La edición especial del álbum Emigrate contenía dos canciones extras llamadas «Blood» y «Help me», y fue lanzado un segundo video, el cual sería «New York City» donde solamente aparece Richard.

### Silent So Long (2011-2014)
Joe Letz, baterista de la banda, actualizó la página de Facebook de Emigrate el 24 de junio de 2011, declarando que Richard había estado trabajando en un nuevo disco.
El 5 de diciembre de 2012, en la página de Facebook se anunció que los demos estaban siendo grabados y revisados, y que el tiempo de estudio se establecía en enero de 2013 para comenzar a grabar dicho álbum.
En enero de 2013, Kruspe declaró a través del Facebook oficial de Emigrate que el sonido de la batería lo estaban empezando a mezclar para el nuevo registro. En enero de 2014 Kruspe anuncia a través del mismo medio que la mezcla ya está en proceso y que posiblemente el disco saldría en verano de este año publicando:
"Hola, amigos, después de casi un año de duro trabajo he llegado al soleado mundo de California con 20 tracks del nuevo material de Emigrate. Decidí escapar de los grises cielos de Berlín para poner algo de sol en mi alma. Así que aquí estoy, en Hollywood mezclando lo que será el nuevo álbum de Emigrate con Ben Grosse, y debo decir que estoy muy emocionado con los resultados... para mí era muy importante alcanzar un nuevo nivel en la escritura de las canciones, en el canto y en la producción y puedo decir , honestamente, que lo hemos conseguido. Así que me quedaré aquí en Los Ángeles por otras 6 semanas para terminar la mezcla del álbum, entonces creo que podemos esperar el lanzamiento para el próximo verano. Quédense conmigo y los mantendré informados.
Con los mejores deseos, RICHARD.
Para marzo de 2014 Richard vuelve a publicar una noticia en donde avisa que la mezcla terminó y regresa a Berlín para terminar con la grabación. Tres meses después, en junio, se revela el nombre del disco llamado Silent So Long y será lanzado el 17 de octubre del mismo año en formato CD y doble vinil, así como también anuncian su retiro de Motor Music para unirse con Vertigo Berlin, subsidiaria de Universal Music.
El 8 de agosto de 2014 se anuncia el primer sencillo del nuevo álbum de Emigrate según Universal Music Alemania, será ‘Eat You Alive’. El sencillo incluye la participación del músico alemán de reggae Frank Dellé.
La versión física y digital de ‘Eat You Alive’ estará disponible a partir del 3 de octubre, solo dos semanas antes del lanzamiento del álbum ‘Silent So Long’.
Para el 7 de octubre del mismo año en una entrevista de la revista HardRockMag en Francia que se le concedió a Kruspe se revela que hay una segunda parte del disco como sucedió con Rammstein y sus discos Reise, Reise y Rosenrot.

### A Million Degrees
Después de cuatro años sin actividad, el grupo anuncio la fecha de salida de su tercer álbum, «A Million Degrees», el 30 de noviembre de 2018 y también que se publicaría un nuevo vídeo musical al final de la tercera semana de octubre.

### The Persistence Of Memory
El cuarto disco de la banda fue anunciado el 8 de agosto del 2021 pero el nombre se dio a conocer hasta el 12 de septiembre de 2021 y finalmente fue lanzado el 12 de noviembre del mismo año, en algunas entrevistas con Richard Z. Kruspe el declaró que este álbum es una recopilación de varias canciones que había compuesto durante distintas etapas de su carrera.
El primer sencillo 'Freeze My Mind' fue lanzado el 27 de agosto de 2021 en plataformas digitales, el segundo sencillo 'You Can't Run Away' fue lanzado el 24 de septiembre de 2021 también por plataformas digitales ambos sencillos contando con un vídeo musical cada uno, el tercer sencillo, 'Always On My Mind' salió 15 de octubre del mismo año y posteriormente su videoclip sería lanzado el 21 de diciembre, este tema es un cover de la canción de Elvis Presley en la cual Till Lindemann presta su voz para la interpretación, finalmente el 19 de noviembre salió el videoclip de 'I'm Still Alive'.

### Miembros de estudio
- Richard Z. Kruspe – voz, guitarra principal. (2007-presente)
- Olsen Involtini – guitarra rítmica. (2007-presente)
- Arnaud Giroux – bajo. (2007-presente)
- Mikko Sirén – batería. (2013-presente) (Apocalyptica)

#### Miembros en videos
- Richard Z. Kruspe – voz, guitarra principal.
- Arnaud Giroux - Guitarra rítmica.
- Margaux Bossieux - Bajo. (Dirty Mary)
- Joe Letz - batería. (Aesthetic Perfection)
- Alice Lane - Bajo
- Andrea Marino - Teclado

#### Antiguos Miembros de estudio
- Henka Johansson - batería. (Clawfinger)

## Discografía

### Álbumes de estudio
- Emigrate (2007)
- Silent So Long (2014)
- A Million Degrees (2018)
- The Persistence of Memory (2021)

### Sencillos
- «My World» (2007)
- «New York City» (2007)
- «Temptation» (2008)
- «Eat You Alive» (Feat. Frank Dellé de Seeed) (2014)
- «1234» (Feat. Benjamín Kowalewicz de Billy Talent) (2018)
- «You Are So Beautiful» (2018)
- «You Are So Beautiful» (Acoustic version) (2019)
- «WAR» (2019)
- «Freeze My Mind» (2021)
- «You Can't Run Away» (2021)
- «Always On My Mind» (Feat. Till Lindemann de Rammstein/Lindemann) (2021)

### Videografía
- «My World» (Parte de la banda sonora de la película Resident Evil: Extinction)
- «New York City»
- «Eat You Alive»
- «1234»
- «You Are So Beautiful»
- «You Are So Beautiful (Acoustic version)»
- «WAR»
- «Freeze My Mind»
- «You Can't Run Away»
- «I'm Still Alive»
- «Always On My Mind»